# James Bonar
Pour les articles homonymes, voir Bonar.
James Bonar, né le 29 septembre 1757 à Cockpen et mort le 25 mars 1821 à Édimbourg, est un avocat et érudit écossais.

## Biographie
James Bonar est le huitième fils de John Bonar (1722–1761), ancien ministre de l'Église d'Écosse à Cockpen (Midlothian) et, en 1757, lors de la naissance de James, ministre de West Church à Perth, et de sa femme, Christian Currier. Il fait ses études à la High School d'Édimbourg puis à l'Université d'Édimbourg.
Il entre tôt au bureau de l'accise, mais se fait surtout remarquer comme érudit. Membre de The Speculative Society (en) à l'Université d'Édimbourg, admis le 9 décembre 1777 et élu membre extraordinaire le 24 décembre 1781, il est pendant plusieurs années trésorier de la Royal Society of Edinburgh et est l'un des promoteurs d'origine de l'Institution astronomique ainsi qu' un des fondateurs de la bibliothèque d'abonnement d'Édimbourg en 1794.
En mars 1788, il surprend le diacre William Brodie en train de cambrioler le bureau d'accise où il travaille, à Chessel's Court sur la Canongate (en), ce qui déclenche un immense scandale.
À partir de 1800, il vit à Paterson's Court dans le quartier Broughton d'Édimbourg. La cour de Paterson se trouvait à côté du marché de Broughton à l'extrémité ouest de ce qui est maintenant la rue Barony.
En 1798, il est élu membre de la Royal Society of Edinburgh et en est le trésorier de 1798 à 1821.
Il meurt dans sa maison de Broughton le 25 mars 1821. Il est enterré à Canongate Kirkyard (en) sur le Royal Mile à Édimbourg. La tombe se trouve dans le coin nord-ouest de l'extension est. La plupart de ses enfants et petits-enfants se trouvent à proximité.

### Famille
En mars 1797, il épouse Marjory Pyott Maitland. Le couple aura cinq fils et trois filles.
Parmi ses fils figurent James Bonar, Horatius Bonar (en) et Andrew Bonar (en), tous des personnages célèbres de l'Église libre d'Écosse.

## Travaux
Bonar est l'auteur de l'article sur les Messages dans l'Encyclopædia Britannica de 1794, et des articles sur les Caractères alphabétiques, L'étymologie, L'accise et Les hiéroglyphes, dans l'Edinburgh Encyclopædia 1808–1818. Il écrit également Disquisition on the Origin and Radical Sense of the Greek Prepositions en 1804.
Il a édité la nouvelle édition de la Ewing's Greek Grammar et a contribué au Edinburgh Magazine, au Missionary Magazine et au Scottish Register, 1790–1795. Il a publié une édition anglaise des Dance of Death d'Holbein le Jeune en 1788, et a écrit les mémoires de son frère Archibald Bonar dans le deuxième volume de ses sermons.